# Graustirnbülbül
Der Graustirnbülbül (Pycnonotus cinereifrons) ist ein Echter Bülbül aus der Familie der Bülbüls, der endemisch in der Provinz Palawan in Indonesien vorkommt.
Die Bestandssituation des Graustirnbülbüls wird mit  (=least concern – nicht gefährdet) angegeben.

## Merkmale
Der Graustirnbülbül erreicht eine Körperlänge zwischen 19 und 21 Zentimetern. Sie wiegen zwischen 25 und 28 Gramm. Es gibt keinen auffälligen Geschlechtsdimorphismus.
Der Graustirnbülbül hat einen eher schwarzen Schopf mit grauem Scheitel, der im aufgerichteten Zustand wie eine „Meckifrisur“ überhängt. Seine grünliche Oberseite, respektive eine helle grünliche Unterseite weisen einen schönen Farbverlauf auf.
Sein dicker Schnabel ähnelt dem eines Finken und ist gelblich bis gelb. Der Farbverlauf am Kopf wird in Richtung Hinterkopf heller. Die Kehle ist dunkel grau bis schwarz. Der Schwanz ist wie der Rücken grünlich mit schwarzen Federspitzen gefärbt, der Bürzel ist entsprechend genauso gefärbt.
Ein Sexualdimorphismus liegt nicht vor. Die Männchen und Weibchen sind gleich gefärbt, lediglich die Jungvögel sind matter.

## Vorkommen und Lebensraum

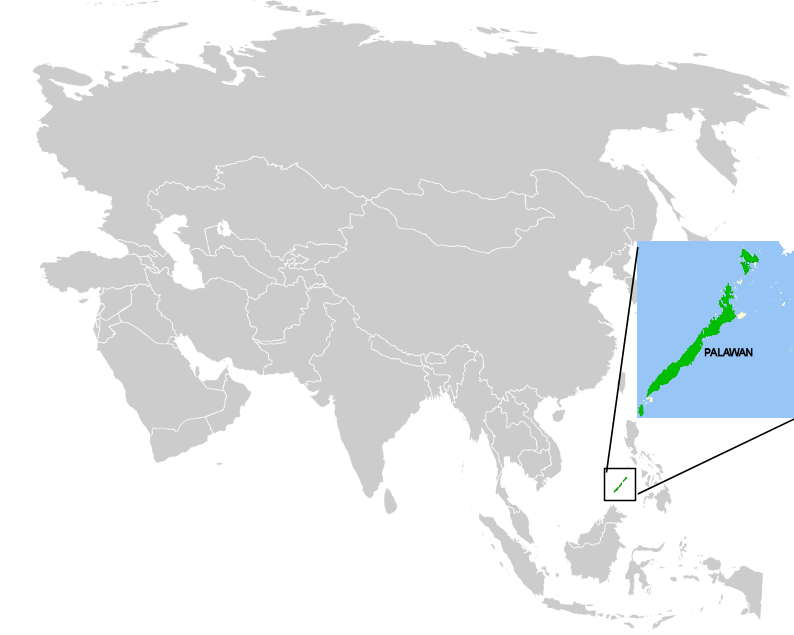
Verbreitung des Graustirnbülbüls

Der Graustirnbülbül kommt auf den Inseln Busuanga, Culion, der Hauptinsel Palawan und Balabac vor, fehlt aber auf allen kleineren Inseln der Palawan-Provinz.
Er lebt in eher Wäldern mit dichtem Unterwuchs von Büschen und Sträuchern und kommt in landwirtschaftlich genutzten Gebieten vor. Er erschließt sich auch den urbanen Raum und kommt in Parks und Gärten vor, besonders dort, wo Grasflächen gemäht werden. Es wird angenommen, dass er gezielt Ausschau nach auffliegenden Insekten hält, welche beim Mähen aufgeschreckt werden.
Er ist einer der wenigen Vögel, die vom Brandrodungs-Landbau der halbnomadischen Stämme seines Verbreitungsgebiets profitiert. Der Vorteil liegt darin, dass er auch mit vereinzelt niedrigen Bäumen, die durch dichtes Unterholz brechen, zurechtkommt. Gelegentlich lässt er sich auffallend auf den Boden nieder. Wie oft bei spatzengroßen Vögeln sind seine Bedrohungen in menschlicher Nähe eher Katzen und elektrische Kabel auf Masten.

## Lebensweise
Graustirnbülbüls ernähren sich von Früchten wie wilden Feigen, Beeren, Nektar und Insekten, die sie manchmal nach Fliegenschnäpperart in der Luft erbeuten. Ihr Flug ist kraftvoll und geradlinig. Wenn sie sitzen, spreizen sie den Schwanz.
In ihren Gruppen oder Schwärmen von bis zu 100 Vögeln und wenn sie in den Bäumen und Sträuchern umher hüpfen oder von einem Dschungeldickicht ins nächste fliegen, zwitschern sie die ganze Zeit. Wenn Jungvögel im Nest sind, löst ein menschliches Pfeifen die Reaktion der Jungen aus.

## Fortpflanzung
Die Brutzeit variiert mit dem Verbreitungsgebiet und liegt in der Regel von März bis Juli vor. Männchen und Weibchen bauen zusammen das Nest. Das Nest wird immer aus den Ranken der spiralförmigen Kletterpflanzen unter Hinzufügung einiger kleiner Zweige gebaut. Es liegt niedrig in einem Gewirr von Büschen oder Brombeersträuchern über dem Boden.
Das Gelege besteht in der Regel aus 2 bis 3 Eiern und nur in Ausnahmen aus 4 Eiern. Die Nestlinge schlüpfen nach einer Brutzeit von 13 Tagen. Da die Brut bereits mit der Ablage des ersten Eis aufgenommen wird, schlüpfen die Nestlinge asynchron. Sie werden zu Beginn von den Elternvögeln vorwiegend mit animalischer Kost gefüttert. Sie sind nach etwa zwei Wochen flügge.